# Transparence démocratique
Pour les articles homonymes, voir Transparence.
La transparence démocratique est une idéologie des démocraties modernes, selon laquelle toutes les informations en rapport avec la politique doivent être accessibles à tous.
Cette exigence ne s'étend cependant pas à tous les domaines : si les décisions des juges doivent en donner les motifs, les délibérations des jurys, ou celles du gouvernement réuni en conseil sont partout secrètes. Il en va de même, la plupart du temps, chaque fois qu'on désire permettre aux participants d'une instance de décision d'hésiter, de changer d'avis, d'échapper aux pressions de l'extérieur. Elle vise, par contre, les faits hors de l'action publique qui pourraient influer sur les intérêts pécuniaires ou affectifs de ceux qui y participent ou permettent de mettre en cause leur sincérité ou leur moralité. La nécessité de la transparence sert de justification à des transgressions du caractère privé d'aspects intimes de la vie.

## Histoire
On fait remonter à la démocratie athénienne l'exigence de transparence, avec l'obligation, pour les magistrats, de rendre publiquement compte de l'exécution de leur charge ; cependant, Nicole Loraux conclut de l'étude des textes que « la démocratie athénienne n'était pas transparente à elle-même, mais elle a produit l'idée d'une transparence politique, pour son usage — et pour le nôtre ».
Cependant, la République romaine sacrifiait à Angerona, déesse du secret ; et depuis la Renaissance, l'idéal politique implique la dissimulation. Si le pouvoir politique n'est pas du domaine du sacré, qui dit ce qu'il sait et ce qu'il veut, perd. C'est pourquoi ceux qui participent en second à l'exercice du pouvoir se nomment Conseiller secret ou secrétaire.
Historiquement, « la transparence est liée au protestantisme » note l'historien Christophe de Voogd. En effet, et malgré la diversité du protestantisme, cette idée est liée à la Réforme protestante, « qui renvoie au culte de l'intégrité morale et au très fort contrôle social – ou au très fort civisme » des sociétés protestantes. « Un bon protestant n'a rien à cacher. Aspiration à la transparence qui anime l'œuvre d'un Rousseau, né dans la très calviniste Genève : l'inspiration profonde du Contrat social n'est-elle pas ce rêve de transparence maximale et mutuelle entre individus, société, et pouvoir ? Les dix pays les plus vertueux en matière de corruption, selon Transparency International, sont des pays à majorité protestante (Danemark, Suède, Finlande) ou dont la culture politique a été historiquement forgée par le protestantisme (Canada, Pays-Bas, Suisse). Les pays à tradition orthodoxe ou catholique – dont la France – figurent en bas du classement des pays développés. De même qu'entre protestantisme et capitalisme moderne, comme l'a montré Max Weber, il y a une affinité très nette entre protestantisme et transparence de la vie publique. Transparence qui commence par la simplicité qui limite les tentations : point de palais ni de décorum (les monarques sont là pour ça) et des ministres à vélo. Peu ou point de cabinets ministériels, ni d'attachés parlementaires personnels, les groupes politiques assurant pour l'essentiel l'intendance des députés. De façon typiquement protestante, cette exigence se traduit bien peu en lois spécifiques, mais bien plus en règles coutumières et en codes de bonne conduite. Le tribunal de l'opinion veille au bon fonctionnement des élus à travers un puissant journalisme d'investigation ». Sans idéaliser ce modèle, l'historien poursuit son raisonnement en notant que des conflits d'intérêts, des affaires ou de liens publics-privés existent également mais qui sont sanctionnés plus légèrement, par exemple avec des travaux d'intérêt général (« à délit public, rédemption publique, en parfait éthique protestante ») mais entraînant des démissions quasi automatiques, par exemple pour des élus utilisant leur carte de crédit professionnelle dans un usage privé ou pour conduite en état d'ivresse.
Dans les pays scandinaves, ce principe existe officiellement depuis le XVIIe siècle. En Suède par exemple, le droit d’accès aux informations des pouvoirs publics est garanti dès 1766, grâce aux efforts du philosophe libéral Anders Chydenius. Tout citoyen suédois peut ainsi, par exemple, obtenir sur demande écrite les déclarations d’impôts de son voisin. Information relevant, presque partout ailleurs, de la vie privée. Le site hitta.se (« trouve-le »), un genre de « Pages Jaunes » évolué qui propose des vues d’immeubles et révèle numéro de téléphone et adresse postale de n'importe qui, est en 2010 « quatrième site le plus consulté de Suède ».
Symptomatiquement, le principe suédois figure en préambule d’un texte consacré à la liberté de la Presse, confirmant que la transparence démocratique cherche à la généraliser. L’image-même de la transparence rappelle la métaphore de la lumière-vérité, à la fin du « J’accuse » de Zola par exemple. « Lumière » pour laquelle il prend le risque de braver la justice française, en usant d’une lettre ouverte pour partager les informations qu’il a concernant l’innocence de Dreyfus : « je n’ai qu’une passion, celle de la lumière, au nom de l’humanité qui a tant souffert et qui a droit au bonheur ».
En France, cette volonté politique s’est d’abord manifestée dans l’article 10 de la loi no 78-753 du 17 juillet 1978 sur « le droit de toute personne à l'information (…) en ce qui concerne la liberté d'accès aux documents administratifs ». Mais il a fallu attendre l’essor de l'Internet pour une mise à la disposition du public gratuite, et fonctionnelle, de certaines données, et la création pour cela du site Legifrance en 2002. Depuis, à la suite de certaines communautés d’agglomération françaises, l’effort a été intensifié et diversifié pour diffuser le plus largement des « données ouvertes » (Open Data), ce qui a culminé avec le lancement fin 2011 du portail Etalab, directement placé sous la responsabilité du Premier ministre.
Pour marquer son premier anniversaire, on pouvait d’ailleurs lire une revendication explicite de l’idéal de transparence, qui apparaît ainsi officiellement : « Le 5 décembre 2011, plus de 350 000 jeux de données publiques, produites par les administrations d’État et ses établissements publics administratifs étaient mis en ligne sur la plateforme nationale www.data.gouv.fr, marquant ainsi la volonté de la France de mettre en œuvre une stratégie de transparence et de gouvernance ouverte ». Ainsi le champ lexical de l’ouverture (Données ouvertes / Licence Ouverte) s’inscrit-il dans le cadre de cette transparence démocratique, débouchant assez naturellement sur la notion de « Licence libre » ou « Logiciel libre », posant alors la question de la gratuité face aux logiques de marché.
Fait marquant, le Président François Hollande a fait signer, à peine élu, lors du premier Conseil des ministres du 17 mai 2012, une « charte de déontologie » qui stipule : « Plus généralement, le Gouvernement a un devoir de transparence ».
Barbara Romagnan, députée du Doubs, a décidé de publier sur son blog le détail de l'usage qu'elle fait de la réserve parlementaire qui lui est allouée, le 21 février 2013. Ce geste, fait au nom de l'équité et de la transparence, a lancé un mouvement général encouragé par le journal Libération qui publie le lendemain des cartes interactives sous le titre « Réserve parlementaire : les cartes de la transparence ». « Relayant la lutte contre l’opacité qui émerge au Parlement », les données fournies par « environ 80 députés et sénateurs » (au 13 mars 2013) alimentent en temps réel ces infographies, dans une expérience originale de transparence politique collective.

## Usages technologiques et usagers
Des outils techniques semblent avoir été inventés exprès pour promouvoir et permettre, dans les faits, la réalisation maximale de la transparence démocratique : l’Internet, les caméras de surveillance, le téléphone portable… Les utopies de la transparence ont d’ailleurs toujours rêvé des dispositifs techniques idéaux. On peut ainsi songer au panoptique de Bentham, destiné à surveiller un prisonnier vu à tout instant par ses gardiens (et qui annonce le dispositif de certaines émissions de téléréalité).
Le réseau mondial semble irremplaçable de ce point de vue, car il est ouvert à tous, non centralisé, difficilement censurable à grande échelle. L’outil exemplaire de la transparence démocratique serait plus exactement un moteur de recherche : toute information étant accessible potentiellement d’un clic, sans contrôle ni limitations. Pourtant, sa tâche est aussi de trier la masse colossale des données, de les hiérarchiser, ce qui montre l’illusion d’une simple accumulation pêle-mêle. Il s’agit dès lors de ménager la transparence, c'est-à-dire l’absence d’intervention dans la collecte, et la clarté, avec la préparation d’un usage intelligent des informations fournies. On remarquera justement que des polémiques ont tantôt reproché à l’entreprise Google de tricher avec cette neutralité, comme lorsqu’elle a renoncé à se défendre de la censure en Chine, tantôt de laisser disponibles l’accès à des articles de la presse, devenus payant normalement, pour récupérer à bon compte l’intérêt suscité par leur lecture.
Il est frappant de constater combien les usages de ces moyens techniques vont dans le sens de toujours plus de transparence, sans que l’on sache bien qui est responsable de cette évolution rapide, les outils ou les usagers. L’engouement pour les réseaux sociaux repose ainsi sur leur facilité à faire-part à un grand nombre de personnes, partiellement sélectionnées, des informations personnelles voire intimes (Facebook, Twitter, etc). Le téléphone portable, de son côté, fait sauter les limites coutumières entre vie privée/vie publique, tant il incite à poursuivre des conversations intimes dans la rue. Et à chaque fois, les usagers sont volontaires dans cette orientation vers plus de mise à nu et de transparence, sans y être forcés comme l’avait craint les dystopies du type 1984. Un article dans The Gazette de Montréal, proposait de distinguer les « générations parents », plutôt rétifs à la communication des informations, et la « génération transparents », passée dans le monde de la transparence, soulignant un fossé qui se creuse au sein de la société.
La Commission européenne a publié le 17 juillet 2012 un rapport sous-titré « Pour un meilleur accès aux informations scientifiques », recommandant de généraliser « l'Open access », c'est-à-dire l'accès gratuit pour les articles de recherche publiés sur fonds publics. La polémique a rebondi au mois de mars 2013, en particulier par une tribune dans le journal le Monde signée « par une communauté de responsables d'universités, d'enseignants-chercheurs, d'éditeurs et de responsables de bibliothèques ». Au nom de la démocratie du savoir, ses signataires s'enthousiasment pour un « nouveau contrat scientifique, éditorial et commercial entre chercheurs, éditeurs, bibliothèques et lecteurs » qu'ils appellent de leurs vœux, ce qui montre les enjeux transversaux que les nouveaux moyens technologiques soulèvent du point de vue de la transparence des connaissances.

## Transparence opposée aux gouvernements
Ces outils peuvent être investis dans une logique consciente, comme ce fut le cas pour l’organisation Wikileaks. Leur publication d’informations diplomatiques confidentielles durant l’année 2007, relayée en juillet 2010 par de grands journaux dans le monde, a usé de la puissance décentralisée de l’Internet pour servir de réservoir virtuel, hors d’atteinte des lois de tel ou tel pays. La transparence démocratique est alors vue comme la seule loi supranationale ayant une autorité suprême, rien ne devant empêcher cette mise à disposition universelle.
L’association Transparency international revendique par son nom, évoquant Amnesty International qui lutte contre les abus de pouvoirs d’états policiers, une mission de vigilance. « Transparency International est la principale organisation de la société civile qui se consacre à la transparence et à l’intégrité de la vie publique et économique » déclare-t-on sur son site. Elle s’engage principalement contre la corruption, repérée comme un opérateur d’opacité spécialement retors.

## Critique de la transparence illimitée
L’affaire Wikileaks a cependant mis en lumière les limites d’une transparence radicale. En effet, la diplomatie ne peut, presque par définition selon certaines analyses, s’accommoder d’une levée du secret constitutif de sa démarche. L’ancien ministre Hubert Védrine déclare ainsi : « Ne confondons pas déballage généralisé et transparence. (…) De telles publications auraient pu faire avorter de délicats processus diplomatiques en cours ». Parmi les polémiques, on notera le débat autour de la position de Libération, qu’analyse le site de l’association Action-CRItique-MEDias (Acrimed).
Plus généralement, la transparence ressortit à ces mouvements conçus comme illimités par définition, ce qui les rend déjà justiciables d’une critique de cette nature à l’évidence aporétique. Le rejet de la « tyrannie de la transparence » se comprend de la sorte : si elle s’impose partout comme une idéologie toute puissante, alors ce qui était une possibilité offerte à certains (mettre par exemple à jour son « profil » sur un site de réseau social), devient de l’ordre d’une injonction qui pèse sur chacun, d’essence totalitaire. Le juriste Lawrence Lessing a conspué sous le terme de « mouvement de la transparence nue » un dogme naïf : « Je crains que l’inévitable succès de ce mouvement – s’il ne s’accompagne pas de la prise en compte de la complexité de l’enjeu – finira par provoquer non pas des réformes, mais du dégoût ». Jean-Denis Bredin souligne ainsi que la transparence peut se retourner contre l’état de droit qu’elle semblait si bien servir. « Le règne de la suprême vertu exige des professionnels de la transparence. Il faut des inquisiteurs très informés pour découvrir et dénoncer les mensonges et les secrets ».
Et c’est finalement une critique de fond qui s’exprime en reprochant à la transparence de se leurrer sur les mérites, supposés, de la disparition forcenée du secret. Refusant le reproche de régresser alors forcément vers la censure et l’état policier, le black-out informationnel et la complaisance envers les complots, cette posture argumentative revient à défendre la nécessité de l’intimité, dans le domaine aussi bien psychologique que du fonctionnement social, et du secret, au sens psychanalytique ou diplomatique, et ce de manière irréductible.